# The Return of the Durutti Column
『The Return of The Durutti Column』（ザ・リターン・オブ・ザ・ドゥルッティ・コラム）は、ザ・ドゥルッティ・コラムのデビューアルバム。

## 概略
当初LPレコード盤として発表されたが、そのレコードジャケットに紙ヤスリを使用していたため話題を呼んだ。これは「周囲のレコードを否が応でも傷つけてしまう」というギミックを持たせるためだったといわれている。初回プレスの2000枚にはマーティン・ハネットによる二曲　「First Aspect of the Same Thing」と「Second Aspect of the Same Thing」の付録シングル盤が同梱された。（この二曲は再発CDに所蔵されている）
後に通常ジャケット盤、及びCD版も発売されている。

## 収録曲

### オリジナル盤
（※サンドペーパージャケット　通称：紙やすり盤）

Side one

1."Sketch for Summer" – 3:01 

2."Requiem for a Father" – 5:08 

3."Katharine" – 5:30 

4."Conduct" – 5:02 

Side two

1."Beginning" – 1:39 

2."Jazz" – 1:38 

3."Sketch for Winter" – 2:24 

4."Collette" – 2:23 

5."In 'D'" – 2:25 

### 再発盤
（通常ジャケット盤　通称：黒盤）

Side one

1."Sketch for Summer" – 3:01 

2."Requiem for a Father" – 5:08 

3."Katharine" – 5:30 

4."Conduct" – 5:02 

Side two

1."Beginning" – 2:28 ※オリジナルの別ロングバージョン

2."Jazz" – 1:38 

3."Sketch for Winter" – 2:24 

4."Collette" – 2:23 

5."In 'D'" – 1:39 

6."Not listed" – 2:25 ※Sketch for Winterの別リミックス

### CD盤
（1998年発売、統一コンセプトデザインジャケットによる再発シリーズ）

01."Sketch for Summer" – 3:01 

02."Requiem for a Father" – 5:08 

03."Katharine" – 5:30 

04."Conduct" – 5:02 

05."Beginning" – 1:40 

06."Jazz" – 1:38 

07."Sketch for Winter" – 2:24 

08."Collette" – 2:23 

09."In 'D'" – 2:25 

10."Lips That Would Kiss" - 3:49 

11."Madeleine" - 3:05 

12."First Aspect of the Same Thing" - 3:41 (Martin Hannett) 

13."Second Aspect of the Same Thing" - 2:59(Martin Hannett) 

14."Sleep Will Come" - 1:48 

15."Experiment in Fifth" - 3:35 

## 参加ミュージシャン
ヴィニ・ライリー – ギター

ピート・クロックス(Pete Crooks) – ベースギター 

トビー(Toby) – ドラムス 

## 製作技術スタッフ
マーティン・ハネット –　スイッチング  

Chris Nagle　– エンジニアリング 

John Brierley – エンジニアリング 